# Michael Mortensen
Michael Mortensen (* 12. März 1961 in Glostrup) ist ein ehemaliger dänischer Tennisspieler.

## Leben
Mortensen wurde 1984 Tennisprofi. Sein erstes Jahr auf der ATP World Tour sollte auch sein erfolgreichstes werden. An der Seite von Jan Gunnarsson gewann er die Turniere von Nizza, Båstad und ATP Toulouse, zudem gewann er mit Mats Wilander in Genf. In den folgenden Jahren stand er zwar in mehreren Finalpartien, darunter an der Seite von Mansour Bahrami beim Masters-Turnier von Monte Carlo konnte jedoch keines davon gewinnen. Erst 1989 gelang ihm sein fünfter und letzter Doppeltitel, diesmal zusammen mit Eric Jelen in Lyon. Seine höchste Notierung in der Tennis-Weltrangliste erreichte er 1984 mit Position 301 im Einzel sowie 1988 Position 34 im Doppel.
Im Einzel konnte er sich nie für ein Grand-Slam-Turnier qualifizieren. Sein bestes Doppelresultat war die Viertelfinalteilnahme bei den US Open 1985, dort unterlag er an der Seite von Hans Simonsson den späteren Turniersiegern Ken Flach und Robert Seguso aus den Vereinigten Staaten.
Mortensen absolvierte zwischen 1979 und 1990 26 Einzel- sowie 24 Doppelpartien für die dänische Davis-Cup-Mannschaft. Sein größter Erfolg mit der Mannschaft war die Teilnahme am Viertelfinale der Weltgruppe. Bei der 0:5-Niederlage gegen Deutschland unterlag er mit Michael Tauson gegen Boris Becker und Eric Jelen in drei Sätzen.

## Erfolge
| Legende                       |
| Grand Slam                    |
| Tennis Masters Cup            |
| ATP Masters Series            |
| ATP International Series Gold |
| ATP International Series (5)  |
| ATP Challenger Series (4)     |

### Doppel

#### Turniersiege

##### ATP Tour
| Nr. | Datum              | Turnier  | Belag     | Partner        | Finalgegner                    | Ergebnis      |
| --- | ------------------ | -------- | --------- | -------------- | ------------------------------ | ------------- |
| 1.  | 9. April 1984      | Nizza    | Sand      | Jan Gunnarsson | Hans Gildemeister Andrés Gómez | 6:1, 7:5      |
| 2.  | 16. Juli 1984      | Båstad   | Sand      | Jan Gunnarsson | Juan Avendaño Fernando Roese   | 6:0, 6:0      |
| 3.  | 17. September 1984 | Genf     | Sand      | Mats Wilander  | Libor Pimek Tomáš Šmíd         | 6:1, 3:6, 7:5 |
| 4.  | 19. November 1984  | Toulouse | Hartplatz | Jan Gunnarsson | Pavel Složil Tim Wilkison      | 6:4, 6:2      |
| 5.  | 20. Februar 1989   | Lyon     | Teppich   | Eric Jelen     | Jakob Hlasek John McEnroe      | 6:2, 3:6, 6:3 |

##### Challenger Tour
| Nr. | Datum              | Turnier      | Belag       | Partner           | Finalgegner                            | Ergebnis      |
| --- | ------------------ | ------------ | ----------- | ----------------- | -------------------------------------- | ------------- |
| 1.  | 30. Mai 1983       | Tampere      | Sand        | Peter Bastiansen  | Mike Barr Marko Ostoja                 | 6:4, 6:1      |
| 2.  | 12. September 1983 | Thessaloniki | Sand        | Peter Bastiansen  | Mike Myburg Leo Palin                  | 7:6, 7:5      |
| 3.  | 26. März 1984      | Tunis        | Sand        | Ernie Fernández   | Peter Elter Andreas Maurer             | 6:3, 6:4      |
| 4.  | 15. Februar 1993   | Emden        | Teppich (i) | Martin Laurendeau | Wladimer Gabritschidse Dmytro Poljakow | 3:6, 6:4, 6:2 |

#### Finalteilnahmen
| Nr. | Datum              | Turnier     | Belag       | Partner           | Finalgegner                         | Ergebnis      |
| --- | ------------------ | ----------- | ----------- | ----------------- | ----------------------------------- | ------------- |
| 1.  | 23. September 1985 | Barcelona   | Teppich     | Jan Gunnarsson    | Sergio Casal Emilio Sánchez Vicario | 3:6, 3:6      |
| 2.  | 26. April 1987     | Monte Carlo | Sand        | Mansour Bahrami   | Hans Gildemeister Andrés Gómez      | 2:6, 4:6      |
| 3.  | 14. Februar 1988   | Lyon        | Teppich (i) | Blaine Willenborg | Brad Drewett Broderick Dyke         | 6:3, 3:6, 4:6 |
| 4.  | 17. Juli 1988      | Stuttgart   | Sand        | Anders Järryd     | Sergio Casal Emilio Sánchez         | 6:4, 3:6, 4:6 |
| 5.  | 28. August 1988    | Rye Brook   | Hartplatz   | Jeremy Bates      | Andrew Castle Tim Wilkison          | 6:4, 5:7, 6:7 |
| 6.  | 19. Februar 1990   | Stuttgart   | Teppich (i) | Tom Nijssen       | Guy Forget Jakob Hlasek             | 3:6, 2:6      |
| 7.  | 1. Oktober 1990    | Toulouse    | Hartplatz   | Michiel Schapers  | Neil Broad Gary Muller              | 6:7, 4:6      |